# Балтийская система высот
Балтийская система высот (БСВ) — принятая в СССР система нормальных высот, отсчёт которых ведётся от нуля Кронштадтского футштока. От этой отметки отсчитаны нормальные высоты реперов, образующих нивелирную сеть России. Нуль Кронштадтского футштока представляет собой многолетний средний уровень Балтийского моря. При использовании уровнемерных постов в качестве исходных пунктов для определения начала счёта высот подразумевается совпадение среднего уровня всех морей в этих пунктах с поверхностью геоида. Таким образом, вся нивелирная сеть на территории России опирается на один исходный пункт, не имеет внешнего контроля и уравнивается как свободная система.
Служба наблюдения за уровнем Балтийского моря была создана в 1707 году. В 1840 году Михаилом Рейнеке на граните Кронштадтского Синего моста через Проводной канал была нанесена метка, соответствующая среднему уровню воды в Финском заливе за период с 1825 по 1839 год.

## История
В 1873 году методом геометрического нивелирования в России было начато создание государственной нивелирной сети. Первая линия пролегла по Николаевской железной дороге, средняя квадратичная погрешность на ней составила 6 мм/км. В 1893 году начата прокладка двойного нивелирного хода на линии Омск — Семипалатинск — Верный — озеро Зайсан протяжённостью 2305 вёрст, и закончена в 1895 году. С 1901 года под руководством военного геодезиста А. А. Александрова началось установление нивелирной связи (вдоль Транссибирской магистрали) уровня Тихого океана и Кронштадтского нормального нуля. В 1911 году работы достигли Байкала — района с высокой сейсмической активностью. Нивелирование закончено во Владивостоке в 1928 году. Финальная марка представляет собой чугунную доску с чертой, укреплённую на здании железнодорожного вокзала станции Владивосток, от которой отсчитывался уровень Балтийского ординара. Доска сохранилась до сих пор. Погрешность определения превышений составляет −0,70 м. Работы позволили связать Тихоокеанскую систему высот с Балтийским морем.
В период с 1890-х до 1930-х годов геометрическое нивелирование поверхности широко применялось при строительстве железнодорожных и водных путей: Транссибирской магистрали, Северной железной дороги, Беломорско-Балтийского канала, Канала имени Москвы. В 1926 году состоялось 1-е геодезическое совещание, на котором нуль Кронштадтского футштока был признан основным, и решено, в числе прочего, в самое непродолжительное время установить нивелирную связь всех водомерных постов европейской части СССР (Чёрного, Белого и Балтийского морей) с Тихим океаном. Результатом стало создание постоянных уровенных постов[0] на всех морях, омывающих Европейскую часть России.
К 1950 году были завершены нивелирные работы в Европейской части и в восточных регионах СССР. Восточная нивелирная сеть состояла уже из 140, а западная из 100 полигонов протяжением 108 тыс. км и 30 тыс. км соответственно. По результатам нивелирных работ и их уравнивания был издан в 1952 году каталог высот нивелирной сети СССР. В 1954 году намечены трассы 28 линий I класса, обеспечивающие связи уровней всех морей, омывающих СССР. Программа по их прокладке одобрена 29 января 1968 года. Она предусматривала развития новых нивелирных линий, совершенствование морских уровнемерных постов, изучение современных вертикальных движений земной коры, обусловленных тектоникой, сейсмичностью и крупным гидротехническим строительством. К середине 1970-х годов в СССР была построена высокоточная нивелирная сеть I и II классов. В 1977 году было закончено переуравнивание в систему нормальных высот (БСВ-77). Общая протяжённость линий I класса составила 70 000 км, а линий II класса — 360 000 км. Для упрощения уравнивания вся сеть была разбита на 2 блока — «Запад» и «Восток», граница между которыми проходила по линии I класса Архангельск — Казань — Аральское море — Арысь. Система состоит из 500 полигонов общей протяжённостью более 110 000 км и отсчитывается от нуля Кронштадтского футштока. Среднеквадратичные погрешности на 1 км нивелирного хода составили: в I и II классе Блок «Запад» — 1,6 мм и 2,1 мм, в Блоке «Восток» — 2,7 мм и 3,6 мм. Наиболее удалённые от Кронштадтского футштока пункты (более чем на 10 000 км) определены со средней квадратической ошибкой не более 15 см. В 1977 году были подготовлены к изданию пять томов каталога нивелирования, а также каталог всех уровнемерных станций страны.
В середине 1980-х в связи с предстоящим строительством гидротехнического комплекса защиты Ленинграда (ныне Санкт-Петербурга) от наводнений были созданы дублёры кронштадского футштока в Кронштадте и Ломоносове (на основе репера № 6521 и маяка Шепелёвский[1]). Одновременно выяснилось недостаточная геолого-тектоническая изученность Балтийского региона.
В настоящее время[когда?] в России и ряде других стран СНГ используется система нормальных высот (БСВ-77). Действующая система высот после очередного цикла уравнивания и редукции нивелирной сети СССР была введена приказом ГУГК при СМ СССР и ВТУ ГШ ВС СССР от 05.06.1978 г. № 7/155 «О введении в действие каталога главной высотной основы СССР». Балтийская система высот использовалась в некоторых странах — членах СЭВ (Болгарии, Венгрии, Чехословакии и ГДР). В настоящее время эта система применяется в Болгарии, Эстонии, Латвии, Литве, Сербии, Словакии, Чехии и Венгрии.
Для распространения единой системы высот по территории страны применяется Государственная нивелирная сеть (является частью Государственной геодезической сети). Главной высотной основой (ГВО) сети являются нивелирные сети I и II классов. Кроме установления Балтийской системы высот, они используются для решения научных задач: изучения изменения высот земной поверхности (земной коры), определения уровня воды морей и океанов и т. д. Как минимум каждые 25 лет проводится повторное нивелирование всех линий нивелирования I класса и некоторых линий II класса.
Общая протяжённость сетей нивелирования I и II классов составляет порядка 400 тысяч км. Нивелирная сеть I класса состоит из полигонов периметром 1200—2000 км. Средняя квадратическая ошибка определения высоты — менее 0,8 мм на 1 км хода. Нивелирная сеть II класса образует полигоны с периметром в 400—1000 км. Средняя квадратическая погрешность определения высоты — менее 2 мм на 1 км хода. На основе пунктов нивелирования I и II классов развивается сеть государственного нивелирования III и IV классов.

## Проблемы установления и использования единой государственной системы высот
Значительная часть существующих уровнемерных постов, созданных различными ведомствами на морских побережьях, крупных водохранилищах и реках, имеет высоты в существовавших ранее системах высот (Охотской, Восточно-Сибирской, Тихоокеанской, Балтийско-Черноморской), а также в условных системах, принятых при проектировании и строительстве водных объектов (таких как «система высот Волгостроя», «Беломорская система высот», «система высот Истрстроя» и т. п.), отличающихся от Балтийской системы высот 1977 года. Условные системы высот некоторых крупных водохранилищ отличаются от Балтийской системы высот 1977 года на величины от −0,18 м до +0,88 м:
- каскад Нивских водохранилищ (Мурманская обл.) — +0,88 м;
- Нижнетуломское водохранилище (Кольский полуостров) — +0,275 м;
- Иваньковское водохранилище (Московское море) — −0,11 м;
- Угличское водохранилище — −0,18 м;
- Рыбинское водохранилище — −0,19 м;
- Братское водохранилище (Иркутская обл.) — +0,27 — +0,35 м;
- озеро Байкал и Иркутское водохранилище — +0,41 — +0,52 м.

## Модернизация нивелирной сети России
Главная высотная основа РФ модернизируется в соответствии с ведомственными программами, которые определяют перечень линий нивелирования ГВО, на которых выполняются повторные измерения или измерения по новым линиям. Последние работы по модернизации и развитию ГВО проводились по Программе модернизации ГВО на период 1991—2000 гг. («Программа 1991») и по Программе модернизации ГВО на период 2001—2010 гг. («Программа 2010»). Из запланированных «Программой 1991» объёмов нивелирования было выполнено: 45 % объёмов работ по нивелированию I класса и 22 % по нивелированию II класса. Из запланированных «Программой 2010» объёмов нивелирования выполнено 17,3 % нивелирования I класса и 4,8 % нивелирования II класса. В настоящее время работы по модернизации и развитию ГВО осуществляются в рамках двух мероприятий Росреестра — «Оптимизация Главной высотной основы (ГВО) в пограничных областях России с целью формирования полигонов I класса» и «Модернизация Главной высотной основы (ГВО) России с целью обновления высот по линиям нивелирования ГВО, измеренных в 60-х и 70-х годах прошлого столетия».

## Замечания
0  Уровенные посты представляют собой капитальные сооружения, предназначенные для непрерывного постоянного наблюдения за уровнем моря с целью определения среднего многолетнего уровня моря и нуля глубин с высокой точностью и надёжностью, а также для определения поправок в пределах зоны действия.
1  В январе 2010 года на маяке развёрнута МДПС позволяющая выполнять Спутниковое нивелирование.